# NGC 6248
NGC 6248 (другие обозначения — UGC 10564, MCG 12-16-9, ZWG 339.20, KAZ 95, PGC 58946) — галактика в созвездии Дракон.
Этот объект входит в число перечисленных в оригинальной редакции «Нового общего каталога».